# Bagulin
Bagulin est une localité de la province de La Union, aux Philippines. En 2015, elle compte 13 456 habitants.